# (10929) Chenfangyun
(10929) Chenfangyun est un astéroïde de la ceinture principale.

## Description
(10929) Chenfangyun est un astéroïde de la ceinture principale. Il fut découvert le 1er février 1998 à la station de Xinglong par le programme Beijing Schmidt CCD Asteroid Program. Il présente une orbite caractérisée par un demi-grand axe de 3,16 UA, une excentricité de 0,11 et une inclinaison de 1,5° par rapport à l'écliptique.

## Compléments